# Jozo Šimunović
Jozo Šimunović (Zagreb, 4. kolovoza 1994.) bivši je hrvatski nogometaš koji je igrao na poziciji braniča. 

## Priznanja

### Klupska
Dinamo Zagreb
- 1. HNL (4): 2012./13., 2013./14., 2014./15., 2015./16.
- Hrvatski nogometni kup (1): 2014./15.
- Hrvatski nogometni superkup (1): 2013.

Celtic
- Škotski Premiership (5): 2015./16., 2016./17., 2017./18., 2018./19., 2019./20.
- Škotski nogometni kup (4): 2016./17., 2017./18., 2018./19., 2019./20.
- Škotski Liga kup (3): 2016./17., 2017./18., 2018./19.

## Vanjske poveznice
- Profil, Hnl-statistika.com
- Profil, Hrvatski nogometni savez
- Profil, Transfermarkt (engl.)